# Damian Le Bas
Damian Le Bas (* 5. Januar 1963 in Sheffield; † 9. Dezember 2017 in Worthing, West Sussex) war ein britischer Künstler.

## Leben
Der Rom Damian Le Bas stammt von Hugenotten und irischen Travellern ab. Er studierte Fine Arts am Royal College in London und war des Weiteren als Blumenverkäufer und DJ tätig. 
Le Bas’ Arbeiten wurden teilweise der Art brut bzw. der Outsider Art zugeordnet.

## Werk
Le Bas fertigte bevorzugt Collagen an. Dazu verwendete er vor allem Landkarten und Stadtpläne, die er mit Gesichtern, zahllosen, übergroßen Augen und Figuren übermalte und mit kleinen Wohnwagen – eine Reminiszenz an seine Traveller-Zugehörigkeit – bevölkerte.
Er arbeitete eng mit seiner Frau Delaine Le Bas zusammen, die ebenfalls eine renommierte Künstlerin ist. So war im Juni 2013 ihre Gemeinschaftsinstallation „Safe European Home?“ vor dem ungarischen Kulturinstitut CHB in Berlin zu sehen.
Damian Le Bas’ Arbeiten wurden in England, Japan, Deutschland, Ungarn, Frankreich und den USA ausgestellt. Er war bei der dritten Prager Biennale 2007 und bei „Paradise Lost“, dem ersten Pavillon der 52. Biennale di Venezia in Venedig mit zeitgenössischer Kunst der Sinti und Roma, vertreten.
Das Wimmelbühnenbild, das er gemeinsam mit seiner Frau 2017 für Yael Ronens im Maxim-Gorki-Theater uraufgeführtes Stück Roma Armee geschaffen hatte, fand bei der Kritik große Anerkennung.

## Ausstellungen (Auswahl)
- Save European Home? Eine Installation von Delaine & Damian Le Bas, .CHB Collegium Hungaricum Berlin, Berlin, Deutschland, 2013
- Gypsy Revolution, Delaine Le Bas & Damian Le Bas, Kaapelin Galleria, Helsinki, Finnland 2012
- Gypsy Revolution, Delaine Le Bas & Damian Le Bas, Museum of East Anglian Life, Suffolk, U.K., 2012
- Safe European Home? Wien, Österreich (Kat.), 2011
- Wir sind Bettler, Stadtmuseum Graz, Graz, Österreich, 2011
- Ministry Of Education Warning: Segregation Harms You And Others Around You, Prag, Czech Republic, 2011
- The World In A Few Steps, Association For Contemporary Art, Graz, Austria, 2010
- Stardust Boogie Woogie, A Monika Bobinska Project, London, U.K., 2010
- Whose Map Is It? New Mapping By Artists, INIVA, London, U.K., 2010
- Inside, Outside and The Spaces In Between, Kunstraum Next Andra, Graz, Österreich, 2010
- Foreigners Everywhere, T293, Neapel, Italien, 2010
- If Not Now, Trafo Gallery, Budapest, Ungarn, 2010
- Wie Du Mir, Graz, Österreich, 2008
- Paradise Lost, Arbeiten aus dem ersten Roma-Pavillon, Ungarisches Kulturinstitut, Brüssel, 2008
- Typisch! Klischees Von Juden Und Andern, Jüdisches Museum, Berlin, Deutschland, 2008
- Paradise Lost, Arbeiten aus dem ersten Roma-Pavillon, Alfred Toepfer Stiftung F.V.S, Hamburg, Deutschland, 2007
- Paradise Lost, Venice Biennale, Venedig, Italien (Kat.), 2007
- Refusing Exclusion, Prag Biennale 3, Prag (Kat.), 2007
- International Festival d’Art Singulier, Roquevaire, Frankreich, 2006
- The Tail That Wags The Dog, Irish Museum of Modern Art, Dublin, Irland, 2003
- International Festival d’Art Singulier 2002, Roquevaire, Frankreich, 2002
- The Art of War and Peace: Toward an end to Hatred, American Visionary Art Museum, Baltimore, USA, 2002
- Elvision 2000, Intuit: The Centre for Intuitive and Outsider Art, Chicago, 2000
- Art Unsolved: The Musgrave Kinley Collection of Outsider Art, Irish Museum Of Modern Art, Dublin, Irland, 1998
- Error and Eros: Love Profane and Divine, American Visionary Art Museum, Baltimore, USA, 1998